# 1867 Deiphobus
1867 Deiphobus è un asteroide troiano di Giove del campo troiano del diametro medio di circa 122,67 km. Scoperto nel 1971, presenta un'orbita caratterizzata da un semiasse maggiore pari a 5,1322082 UA e da un'eccentricità di 0,0439535, inclinata di 26,90897° rispetto all'eclittica.
L'asteroide è dedicato a Deifobo, personaggio dell'Iliade.